# Zubkiv, Sokal
Zubkiv (în ucraineană Зубків) este un sat în comuna Perespa din raionul Sokal, regiunea Liov, Ucraina.

## Demografie
Componența lingvistică a localității Zubkiv
     Ucraineană (99,81%)
     Alte limbi (0,19%)
Conform recensământului din 2001, majoritatea populației localității Zubkiv era vorbitoare de ucraineană (99,81%), existând în minoritate și vorbitori de alte limbi.